# Parti de la gauche verte (Maroc)
Pour l’article homonyme, voir Parti de la gauche verte.
Le Parti de la gauche verte (PGV) est un parti politique marocain écologiste de gauche qui prend l'environnement et les problèmes écologiques ainsi que le développement durable comme priorités dans son programme. Il est créé le 10 mai 2010 d'une scission avec le Parti socialiste unifié par des militants du courant « Liberté d'initiative ».

## Histoire
En mai 2010, le courant « Liberté d'initiative » du Parti socialiste unifié tient son congrès constitutif à Bouznika afin de discuter pendant trois jours la création d'un nouveau parti de gauche. Le 10 mai 2010, le coordinateur général de la commission préparatoire Mohamed Fares a été élu à l'unanimité Secrétaire général déclarant ainsi la naissance d'un nouveau parti dans un échiquier politique déjà très balkanisé selon les observateurs.
Lors de la campagne aux élections législatives de 2011, le parti rejoint la coalition hétéroclite Alliance pour la démocratie avec sept autres partis de diverses idéologies, une coalition qui disparaitra rapidement à la suite de sa défaite dans le scrutin remporté par le Parti de la justice et du développement le 25 novembre 2011.

## Idéologie
Les objectifs du PGVM sont les suivants : 
- Généraliser une éducation de qualité et promouvoir l’esprit critique dans les curricula scolaires ;
- Inculquer aux jeunes l’esprit de citoyenneté et d’initiative ;
- Promouvoir la participation des citoyens à la chose publique ;
- Élargir le champ de la participation politique notamment envers les femmes et les jeunes ;
- Moraliser la vie politique par l’introduction des dispositions qui s’imposent au niveau des codes relatifs aux élections et aux partis politiques ;
- Valoriser la diversité du patrimoine culturel national dans une optique d’ouverture sur l’universel ;
- Prendre en compte la protection de l’environnement dans les politiques publiques en basant le modèle de développement sur le développement durable ;
- Axer la mise en œuvre des programmes de développement national sur l’élément humain tout en se concentrant sur les problèmes et les enjeux environnementaux. Les pouvoirs publics devraient prendre des mesures visant une gestion efficiente et rationnelle des ressources naturelles vu la rareté de ces ressources (Trouver une adéquation intelligente entre l’aridité qui caractérise le climat de notre pays et l’utilisation des ressources en eau dans ses diverses utilisations) ;
- Promouvoir les énergies renouvelables par le biais de la recherche scientifique et les exonérations fiscales ;
- Élargir la prise de conscience des problèmes environnementaux dans leur globalité avec une dimension internationale ;
- Affronter la problématique environnementale dans ses diverses facettes.

Vu la nouvelle dynamique que le PGVM a entraîné par la pratique d’une différente politique, cette dernière a pour but d’ériger la cause environnementale en un projet de développement durable par et pour la société.

## Participation aux élections
Lors de sa participation aux législatives de 2011, le PGV a obtenu un siège dans la circonscription de Chefchaouen sur les 395 constituant la chambre basse du parlement marocain.

### Lien  externe
- Site officiel